# Wiesław Korzeniowski
Wiesław Korzeniowski (ur. 18 sierpnia 1944 w Warszawie, zm. 2 lutego 2004) – polski piłkarz występujący na pozycji pomocnika. 
Był wychowankiem Legii Warszawa. Po raz ostatni w Legii wystąpił 1 czerwca 1972 roku w meczu ze Stalą Mielec. W 1972 roku przeszedł do Zawiszy Bydgoszcz, gdzie występował przez rok. W 1978 roku został zawodnikiem Toronto Falcons.